# كريستوفر هود
كريستوفر هود (بالإنجليزية: Christopher Hood)‏ هو أكاديمي بريطاني، ولد في 1947.